# 宝泉寺池

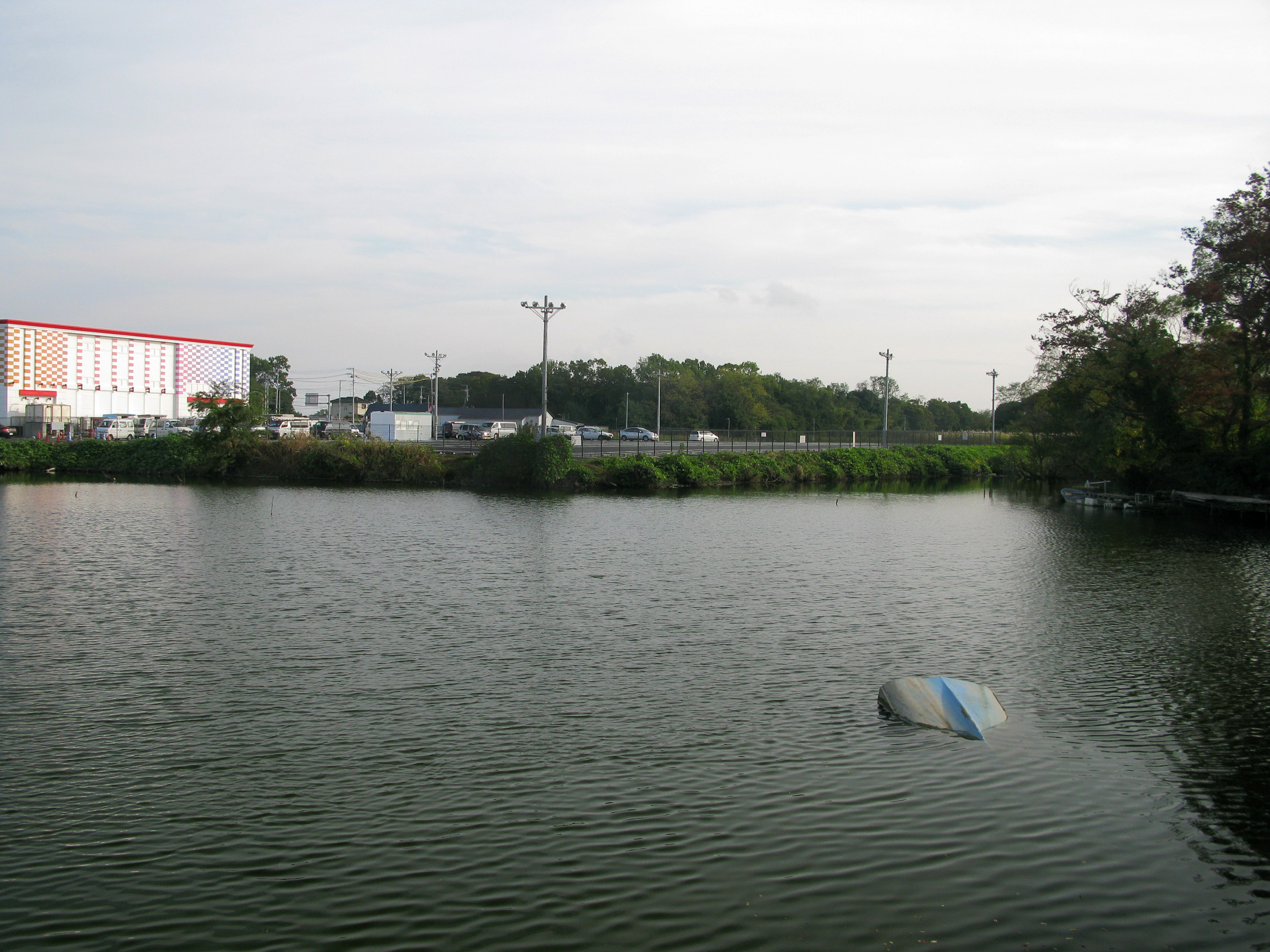
宝泉寺池（2011年11月）

宝泉寺池（ほうせんじいけ）は、埼玉県久喜市に所在する池である。名前は当池の付近に存在した宝泉寺（廃寺）に因む。

## 概要
1704年（宝永元年）7月の関東洪水によって形成された洪水洗掘の池である。また、かつては利根川の流路の一部を成していた。かつては、南北に216m、東西119mの水面を有していたが、現在、広さは南北に200m、東西100m程であり、埋め立てなどにより湖面はかつてより狭くなった。現在、宝泉寺池は釣り場として親しまれている。

## 所在地
- 〒340-0201 - 埼玉県久喜市八甫
- 〒340-0217 - 埼玉県久喜市鷲宮